# ギテガ県
ギテガ県（ギテガけん、ルンディ語: Intara ya Gitega、フランス語: Province de Gitega）は、ブルンジ中央部の県或は州。県庁所在地は同国の政治の首都でもあるギテガ。面積は4,546平方キロメートル、人口は約228万人（2024年国勢調査）。

## 隣接する県
北をブタニェレラ県、東をブフムザ県、南をブルンガ県、西をブジュンブラ県と接する。5県の中で唯一他国と国境を接していない。
2025年の再編以前は北にンゴジ県、北東にカルジ県、東にルイギ県、南東にルタナ県、南西にブルリ県、西にムワロ県、ムランヴィヤ県、北西にカヤンザ県と接していた。

## 歴史

2015年から2015年までのギテガ県

1932年3月7日にキテガ地域として設置され、1962年3月1日にギテガ県となった。1982年9月2日、カルジ郡がカルジ県として分離した。
かつてギテガ（キテガ）にはブルンジ王国の首都が置かれていたが、ベルギー領ルアンダ＝ウルンディ時代にウスンブラ（ブジュンブラ）に移転されていた。2019年、ピエール・ンクルンジザ政権下でブジュンブラは「経済の首都」、ギテガは「政治の首都」となることが決まり、遷都が行われた。
2023年3月16日にカルジ県、ムランヴィヤ県、ムワロ県と合併することが決まり、2025年7月4日に新たなギテガ県が発足した。

## 下位行政区画
9郡（コミネ、komine, 仏: commune, コミューン）、101地区（Zone）、664区（Coline/Quartier）に区分される。
1. ブゲンダナ郡（英語版）
2. ギシュビ郡（英語版）
3. ギテガ郡（英語版）
4. カルジ郡（Karuzi, Karusi）
5. キガンダ郡（英語版）
6. ムランヴィヤ郡（英語版）
7. ムワロ郡（Mwaro）
8. ニャビハンガ郡（英語版）
9. ションボ郡（英語版）

2025年の再編以前は11郡から成っていた。
- Commune of Bugendana
- Commune of Bukirasazi
- Commune of Buraza
- Commune of Giheta
- Commune of Gishubi
- Commune of Gitega
- Commune of Itaba
- Commune of Makebuko
- Commune of Mutaho
- Commune of Nyanrusange
- Commune of Ryansoro

## 主要都市
- ギテガ - 県都、政治の首都
- カルシ
- ムランヴィヤ
- ムワロ

## 出身人物
- エヴァリステ・ヌダイシミエ - ブルンジ第10代大統領
- メルシオル・ンダダイエ - ブルンジ第4代大統領
- ンタレ5世 - ブルンジ王国の最後の国王
- シルヴェストル・ンティバントゥンガニャ - ブルンジ第6代大統領

## 脚註
1. 1 2  “Burundi’s new Governors sworn in following major provincial reforms”. Burundi Times. (2025年7月6日) 2025年7月27日閲覧。
2. 1 2  “Burundi”.   Citypopulation (2025年6月8日). 2025年7月27日閲覧。
3. 1 2  “LOI ORGANIQUE N°1/05 DU 16 MARS 2023 PORTANT DETERMINATION ET DELIMITATION DES PROVINCES, DES COMMUNES, DES ZONES, DES COLLINES ET/OU QUARTIEKRS DE LA REPUBLIQUE DU BURUNDI” (pdf). 2025年7月27日閲覧。
4. ↑  “Provinces of Burundi”.   Statoids (2015年11月27日). 2025年7月28日閲覧。